# Jean Patrick
Jean Patrick Reis (São Miguel do Iguaçu, 25 giugno 1992) è un calciatore brasiliano, difensore del Ceilândia.

## Caratteristiche tecniche
È un difensore centrale.

## Carriera
Ha giocato complessivamente 10 partite nella prima divisione brasiliana e 124 partite nella seconda divisione brasiliana.

## Palmarès

### Club

#### Competizioni statali
- Copa FMF: 2

Mixto: 2012
Rondonópolis: 2013
- Campeonato Mato-Grossense Segunda Divisão: 1

Sorriso: 2013
- Campionato Carioca: 1

Vasco da Gama: 2015
- Campionato Mato-Grossense: 3

Luverdense: 2016
Cuiabá: 2019, 2021

#### Competizioni regionali
- Copa Verde: 1

Cuiabá: 2019